# Gosho Motoharu

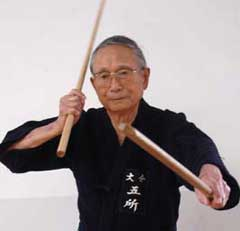
Shihan Gosho Motoharu.

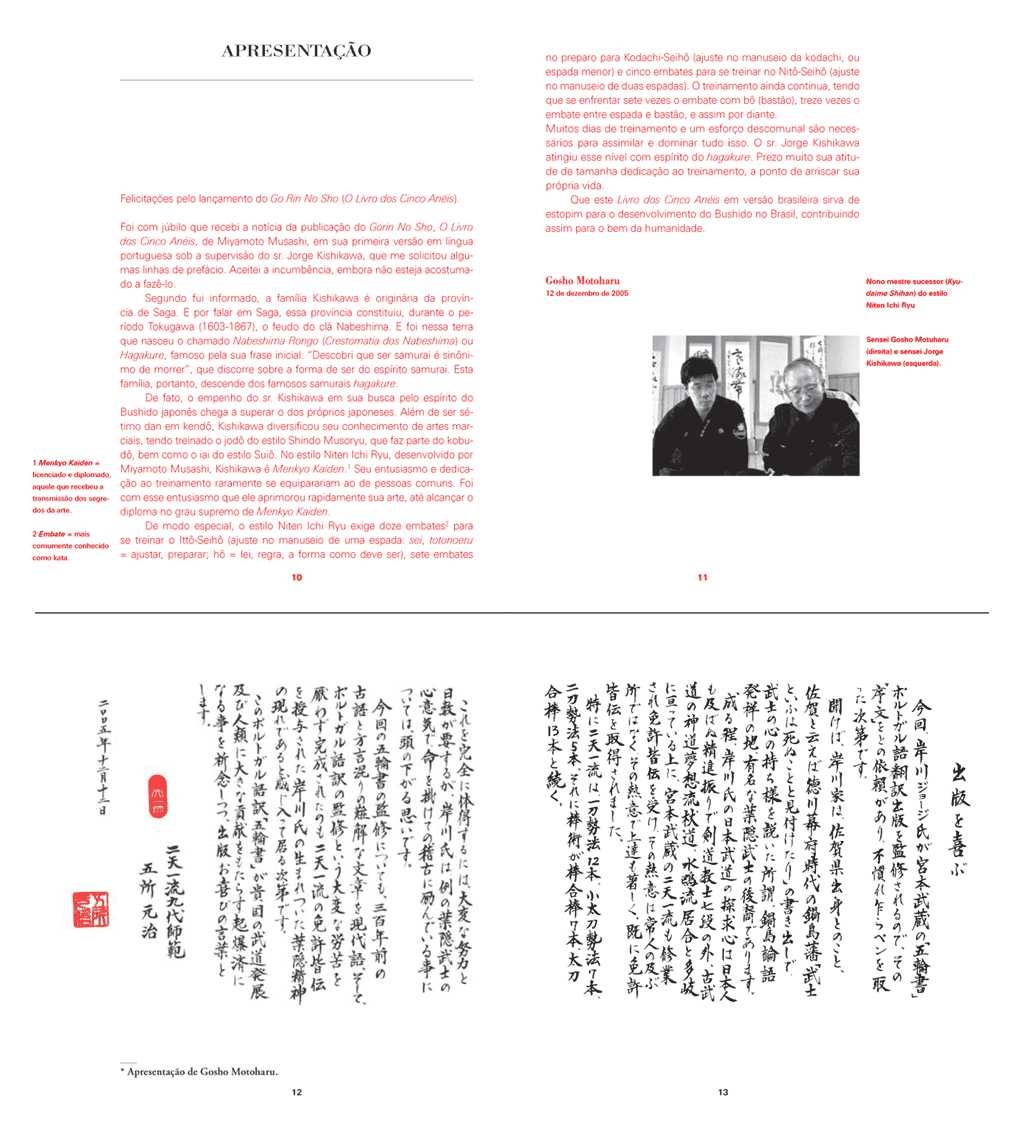
Apresentação do Shihan Gosho Motoharu na edição brasileira do Livro dos Cinco Anéis, de Miyamoto Musashi.

O Shihan Gosho Motoharu foi uma figura muito importantes no mundo do Kobudo, as artes marciais criadas pelos samurais.
Foi Shihan (mestre), do estilo Hyoho Niten Ichi Ryu de Kenjutsu, criado pelo famoso Samurai Miyamoto Musashi, assim como Shihan do estilo Sekiguchi Ryu de Iaijutsu. Além de possuir o Menkyo Kaiden, a graduação máxima nos estilos mencionados, também é oitavo Dan Hanshi de Iaido (graduação máxima) e sétimo Dan Kyoshi em Kendo.
O Shihan Gosho foi discípulo do oitavo Soke (grão mestre) do Niten Ichi Ryu e décimo quarto Soke do Sekiguchi Ryu, Aoki Kikuo. Foi escolhido pelo mestre para ser o Shihan e sucessor adjunto, assim garantindo a perpetuação dos estilos, passados respectivamente para Kiyonaga Tadanao (9° Soke Niten Ichi Ryu) e Yonehara Kameo (15° Soke do Sekiguchi Ryu).
Em 1976, quando o Soke Kiyonaga Tadanao faleceu, o Shihan Gosho continuou como principal mestre do estilo. A pedido da família do Soke Kiyonaga, treinou um dos alunos do estilo, Imai Masayuke, para que ficasse como 10° Soke.
Anos depois, no final da década de 80, sob orientação do 10° soke Imai, porém sem mais a supervisão do Shihan Gosho Motoharu, os katas sofrem profundas alterações em relação aos originais.
Os Katas originais do estilo, antes das modificações citadas, foram conservados na linhagem familiar de Gosho Sensei, o Gosho-ha Niten Ichi ryu. Em 2007 o filho do Shihan Gosho Motoharu, Yoshimochi Kiyoshi, sucedeu Kiyonaga Fumiya, o 11º sucessor, tornando-se o 12º sucessor (daijunidai seito shihan) do Hyoho Niten Ichi Ryu, reunificando a linhagem Gosho Ha e Seito (principal).

## Linha do tempo
- 1919 nasce em Oita-ken, Usa-shi
- 1929 inicia o aprendizado no budo.
- 1955 recebe Menkyo Kaiden no estilo Hyoho Niten Ichi Ryu e no estilo Sekiguchi Ryu
- 1961 recebe o titulo de Shihan e sucessor adjunto nos estilo Niten Ichi Ryu e Sekiguchi Ryu pelo oitavo soke, Aoki Kikuo.
- 1966 recebe o titulo de sétimo dan kyoshi em kendo.
- 1981 representa o estilo Niten Ichi Ryu para o acervo oficial permanente da Nihon Budokan.
- 1983 representa o estilo Niten Ichi Ryu em Paris, exibida na emissora NHK em rede nacional. Nesta ocasião ministrou aulas do estilo Niten Ichi Ryu para a polícia francesa (pela Nihon Budokan).
- 1986 representa o estilo Niten Ichi Ryu em Pequim e Xangai (idem).
- 1988 representa o estilo Niten Ichi Ryu na Austrália em comemoração aos 200 anos de aniversário (idem).
- 1989 recebe o titulo de oitavo dan hanshi em iaido.
- 2004 é fundado o Gosho-ha Niten Ichi ryu, a pedido de outros mestres do estilo que solicitaram ao Shihan Gosho Motoharu que retomasse a forma original dos katas do estilo.
- 2006 escreve a apresentação do Livro dos Cinco Anéis, de Miyamoto Musashi, em sua primeira edição em português traduzida diretamente do japonês arcaico e com revisão técnica de um mestre do estilo, o Sensei Jorge Kishikawa, discípulo do Shihan Gosho Motoharu
- 2007, A pedido da Federação de Kendo de Oita, a linhagem principal do estilo é retomada em Usa. Seu filho, Mestre Kiyoshi Yoshimoti, torna-se o 12º Sucessor do Hyoho Niten Ichi Ryu.
- 2012, Faleceu em 27 de Outubro de 2012 em Oita, Japão, aos 93 anos de idade[1].

O Shihan Gosho transmitiu os ensinamentos originais do Hyoho Niten Ichi Ryu aos mestres Kiyoshi Yoshimoti, Ishii Toyozumi, Shigematsu Isao e Jorge Kishikawa, do Brasil.